# Lars Krantz (trädgårdsman)

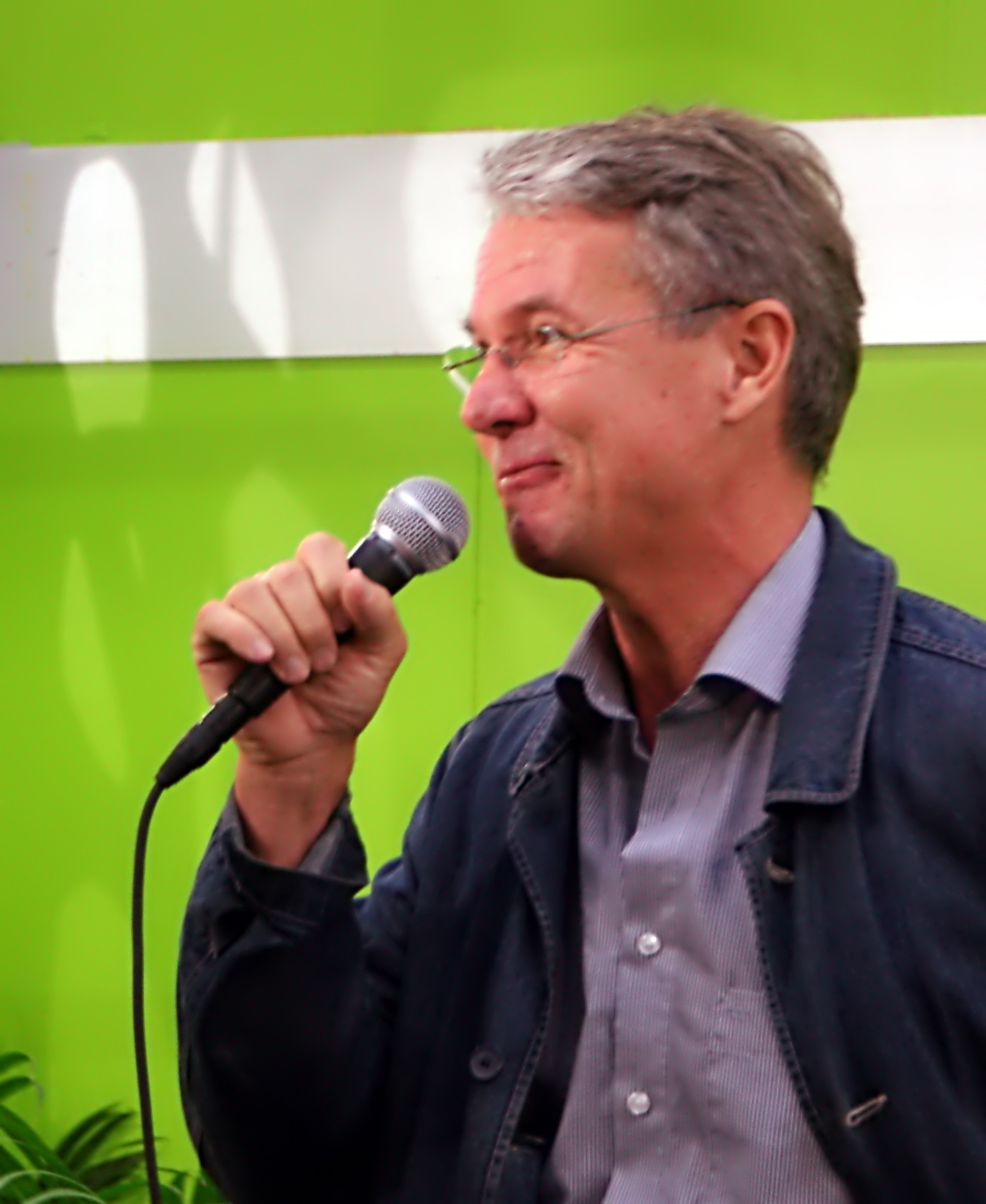
Lars Krantz på Bokmässan 2008.

Lars Krantz, egentligen Lars Erik Krans, född 28 oktober 1954, är en svensk trädgårdsmästare. 
Kramtz arbetar sedan många år med Wij trädgårdar vid Vi i Ockelbo och har även uppmärksammats för sin biodynamiska odling i Rosendals trädgård i Stockholm.
Han var värd för Sveriges Radio P1:s radioprogram Sommar den 20 juni 2003.

## Skrifter
- Rosendals trädgård (1993)
- Trädgårdsresan (1997)
- Trädgårdsmöten på Rosendal (2001)